# غلاديس إيوارت
غلاديس إيوارت هي معلمة موسيقى وعازفة بيانو كندية، ولدت في 1892، وتوفيت في 19 يوليو 1957.